# دیوید جی. واینلند
دیوید جفری واینلند (به انگلیسی: David J.Wineland) یک فیزیک‌دان ِ آمریکایی در مؤسسه ملی فناوری و استانداردها است. کارهای او شامل پژوهش در اپتیک، به خصوص سرمایش لیزری یون‌ها در دام پائول و استفاده از این روش برای پیاده‌سازی رایانه کوانتومی، جایزه نوبل در فیزیک را برای وی به ارمغان آورد. در سال ۲۰۱۲ او به همراه سرژ هاروش جایزه نوبل را به خاطر روش‌های نوآورانه آزمایشگاهی برای کار با تک سامانه‌های کوانتومی  دریافت نمود.